# Jáfet (keresztnév)
A Jáfet héber eredetű férfinév, jelentése: Isten megnagyobbít vagy szép, világos, javító.

## Gyakorisága
Az 1990-es években szórványos név, a 2000-es években nem szerepel a 100 leggyakoribb férfinév között.

## Névnapok
ajánlott névnap
- február 5.[2]

## Híres Jáfetek
- Jáfet, bibliai alak, Noé fia